# Dysauxes dapravata
Dysauxes dapravata är en fjärilsart som beskrevs av Otto Staudinger 1921. Dysauxes dapravata ingår i släktet Dysauxes och familjen björnspinnare. Inga underarter finns listade i Catalogue of Life.